# Kosmiczny Teleskop Keplera
Kepler – teleskop kosmiczny agencji NASA poszukujący ziemiopodobnych planet pozasłonecznych. Został umieszczony na orbicie wokółsłonecznej 7 marca 2009 roku, w ramach 10. misji programu Discovery. Ma aperturę 0,95 m, masę 1052,4 kilogramów w momencie startu i jest wyposażony w największą matrycę CCD do tej pory wyniesioną w kosmos, posiadającą 95 megapikseli. Po przedłużeniu misji (planowanej wstępnie na 3,5 roku), jego obserwacje potrwać miały co najmniej do roku 2016. Poważna awaria wymusiła przeformułowanie programu badań; teleskop Kepler realizował jednak misję „K2”, a jego działanie zakończono ostatecznie pod koniec 2018 roku. Dzięki misji odkryto ponad 2300 planet pozasłonecznych.
Nazwa teleskopu honoruje szesnastowiecznego astronoma Jana Keplera – odkrywcę trzech praw ruchu planet wokół Słońca.
Całkowity koszt misji szacowany jest na 591 mln dolarów amerykańskich (2009).

## Cele misji

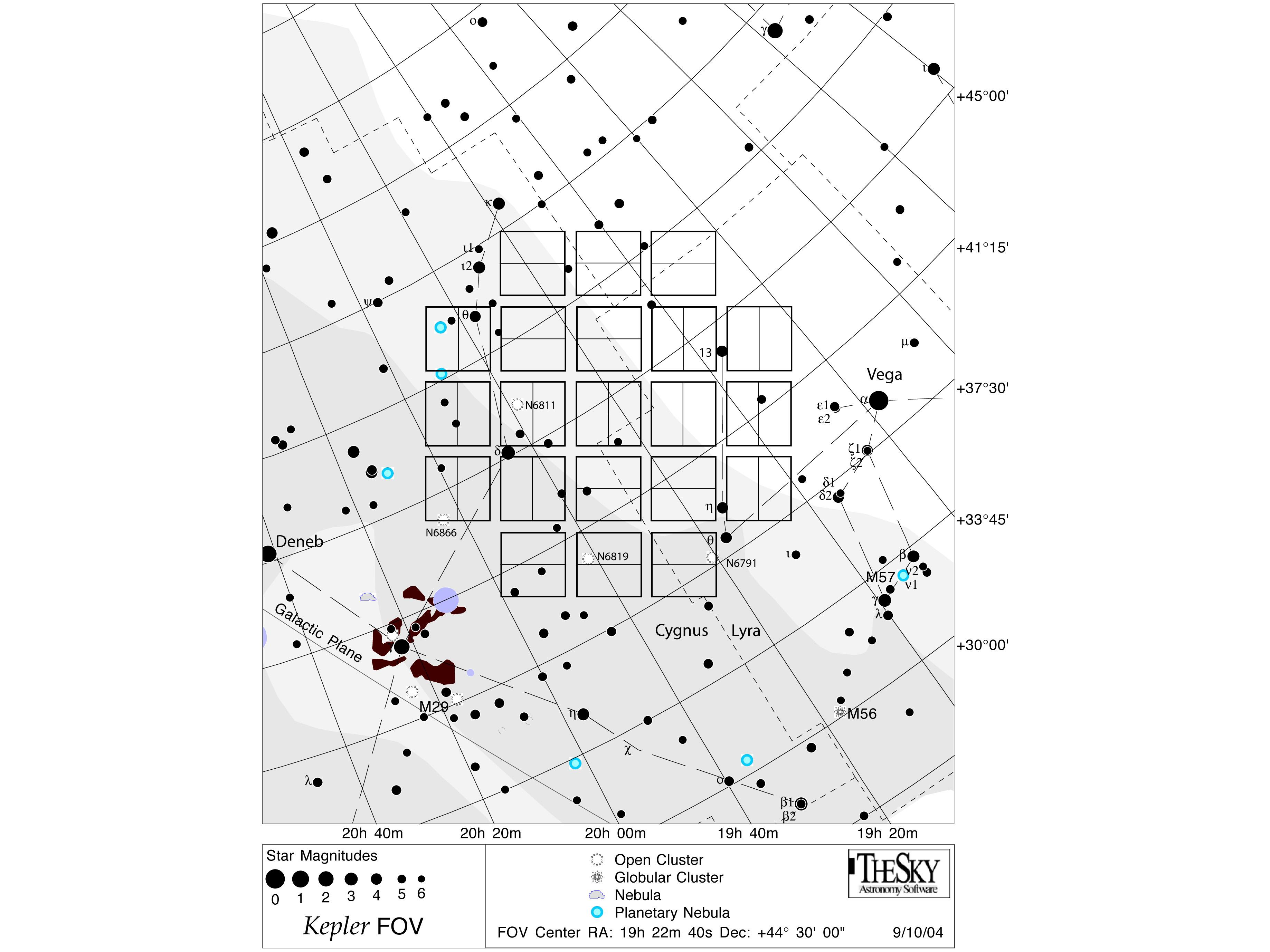
Obszar badany przez sondę Kepler na tle mapy nieba

Głównym celem misji jest określenie częstotliwości występowania układów planetarnych w kosmosie i różnorodności ich struktur.
Ma to być zrealizowane przez obserwowanie dużego zbioru gwiazd i określenie:
- jak często planety skaliste występują w ekosferach różnych typów gwiazd,
- jakie typy planet występują częściej, a jakie rzadziej,
- jak często występują systemy z wieloma planetami i jak wiele planet mogą zawierać,
- jak często występują gorące jowisze i jakie są ich przeciętne parametry,
- wokół jakich gwiazd najczęściej występują systemy planetarne.

Sonda miała obserwować zmiany jasności ponad 100 000 tych samych gwiazd przez co najmniej 3,5 roku, w poszukiwaniu okresowych tranzytów planet. Z tego względu nie mogą być one niczym przesłaniane przez cały czas trwania misji. Do obserwacji wybrano region pogranicza gwiazdozbiorów Łabędzia i Lutni.
Dla losowej orientacji orbity w stosunku do kierunku patrzenia, prawdopodobieństwo zaobserwowania tranzytu jest równe stosunkowi średnicy gwiazdy do średnicy orbity planety. Dla układu identycznego do naszego, prawdopodobieństwo zaobserwowania tranzytu Ziemi wynosiłoby około 0,47%, a Wenus około 0,65%. Zakładając, że planety obiegają gwiazdę w tej samej płaszczyźnie, zaobserwowanie jednej znacząco zwiększa prawdopodobieństwo zaobserwowania innych. Przykładowo, odległy obserwator po wykryciu tranzytu Ziemi miałby około 12% szans zaobserwowania również tranzytu Wenus.
Misja Kepler została zaprojektowana tak, aby uzyskać możliwie dużą szansę wykrycia planet podobnych do Ziemi. Ponieważ będzie obserwować 100 000 gwiazd, gdyby wokół każdej krążyła taka planeta, Kepler wykryłby ich około 480. Liczba faktycznie wykrytych przez sondę planet będzie zatem dobrym wyznacznikiem częstotliwości występowania takich planet w kosmosie.
Dane zebrane przez sondę będą użyte również do badania gwiazd zmiennych i w asterosejsmologii.
Przyjmując rygorystyczne kryteria wykrywania planet, uwzględniając zmienność gwiazd, biorąc pod uwagę tylko orbity z czterema przejściami planety przed gwiazdą centralną w ciągu 3,5 roku i zakładając, że istnienie planet wokół gwiazd typu słonecznego jest powszechne, autorzy misji spodziewali się wykrycia:
- ok. 50 planet, jeśli ich większość będzie rozmiaru zbliżonego do Ziemi, ale nie większych od niej;
- ok. 185 planet, jeśli ich większość będzie miała 1,3 średnicy Ziemi;
- ok. 640 planet, jeśli ich większość będzie miała 2,2 średnicy Ziemi;
- odsetka 12% systemów planetarnych z więcej niż dwoma planetami.

Jeśli weźmie się pod uwagę wszystkie orbity od kilku dni do ponad roku, liczba odkrytych planet ulegnie znacznemu zwiększeniu.

### Orbita

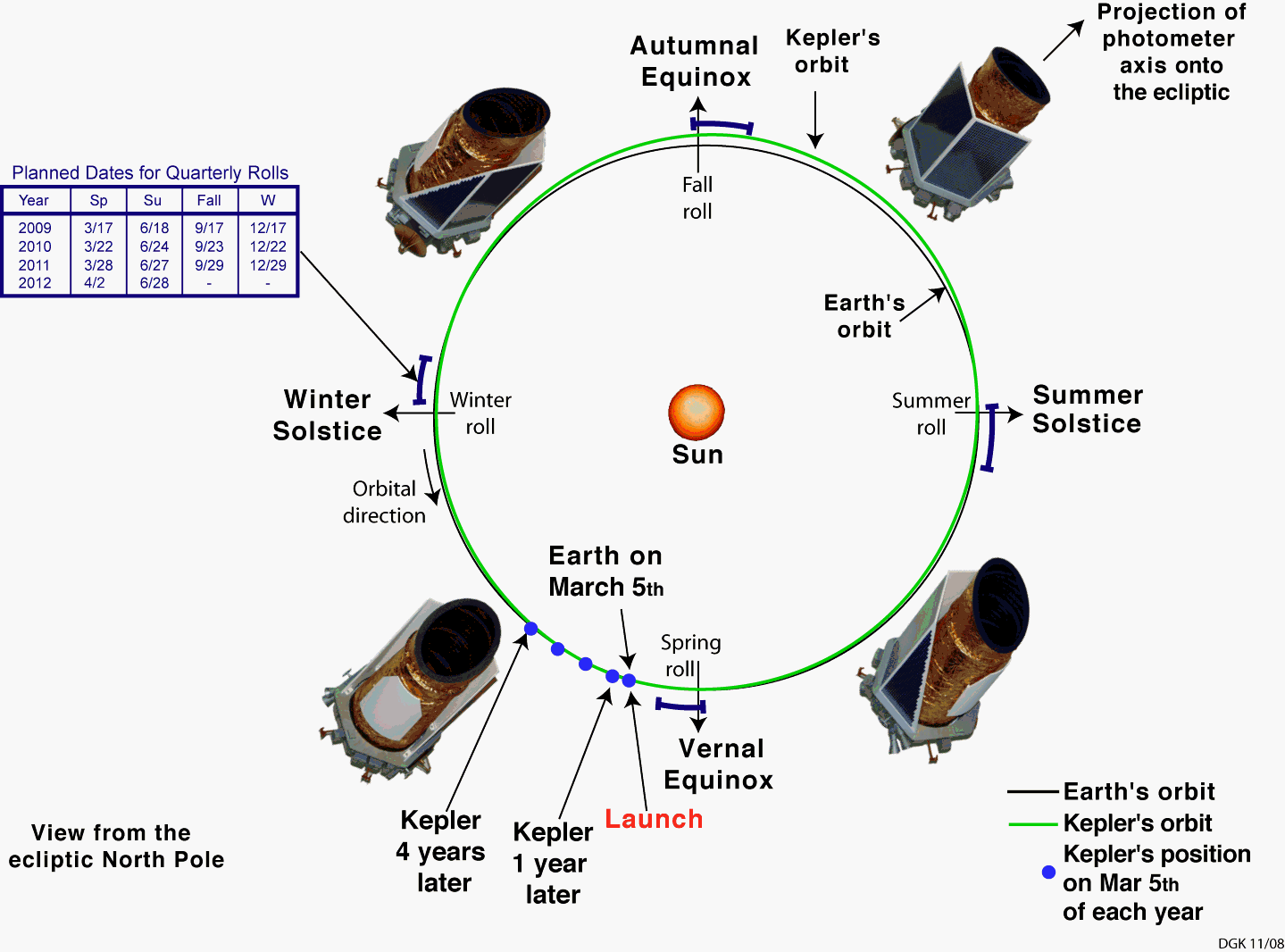
Położenie statku na orbicie w pierwszych 4 latach misji

Sonda Kepler krąży po orbicie heliocentrycznej, w tej samej odległości od Słońca, co Ziemia. Nie znajduje się na orbicie okołoziemskiej, aby uniknąć wywoływanych przez Ziemię zakłóceń elektromagnetycznych i grawitacyjnych. Teleskop z fotometrem, główny instrument naukowy sondy, jest skierowany na punkt w gwiazdozbiorze Łabędzia, wysoko ponad ekliptyką. Dzięki temu obserwacje nie są utrudniane przez blask Słońca, ani przez planetoidy z pasa Kuipera i pasa planetoid.

## Budowa
Głównym wytwórcą sondy była firma Ball Aerospace & Technologies. Masa przy starcie wynosiła 1052,4 kg, w tym masa samego satelity 562,7 kg, fotometru 478 kg, zaś paliwa (kerozyna) 11,7 kg.  
Na blok elektroniki sterującej fotometrem składa się 10 obwodów drukowanych złożonych z ponad 20 000 elementów elektronicznych. Jego temperatura robocza wynosi +30 °C, podczas gdy położone kilka centymetrów obok elementy CCD pracują w temperaturze -95 °C.
4 Panele ogniw słonecznych sondy o całkowitej powierzchni 10,2 m² są w stanie wytworzyć maksymalnie 1100 W energii elektrycznej.
Sonda w podstawowej misji była stabilizowana trójosiowo, z dokładnością większą od 9 milisekund łuku. Łączność dwukierunkowa odbywa się w paśmie X (2 kbps do sondy, 16 kbps z sondy). Dane przesyłane są w paśmie Ka, z prędkością do 4,33 Mbps.

### Fotometr

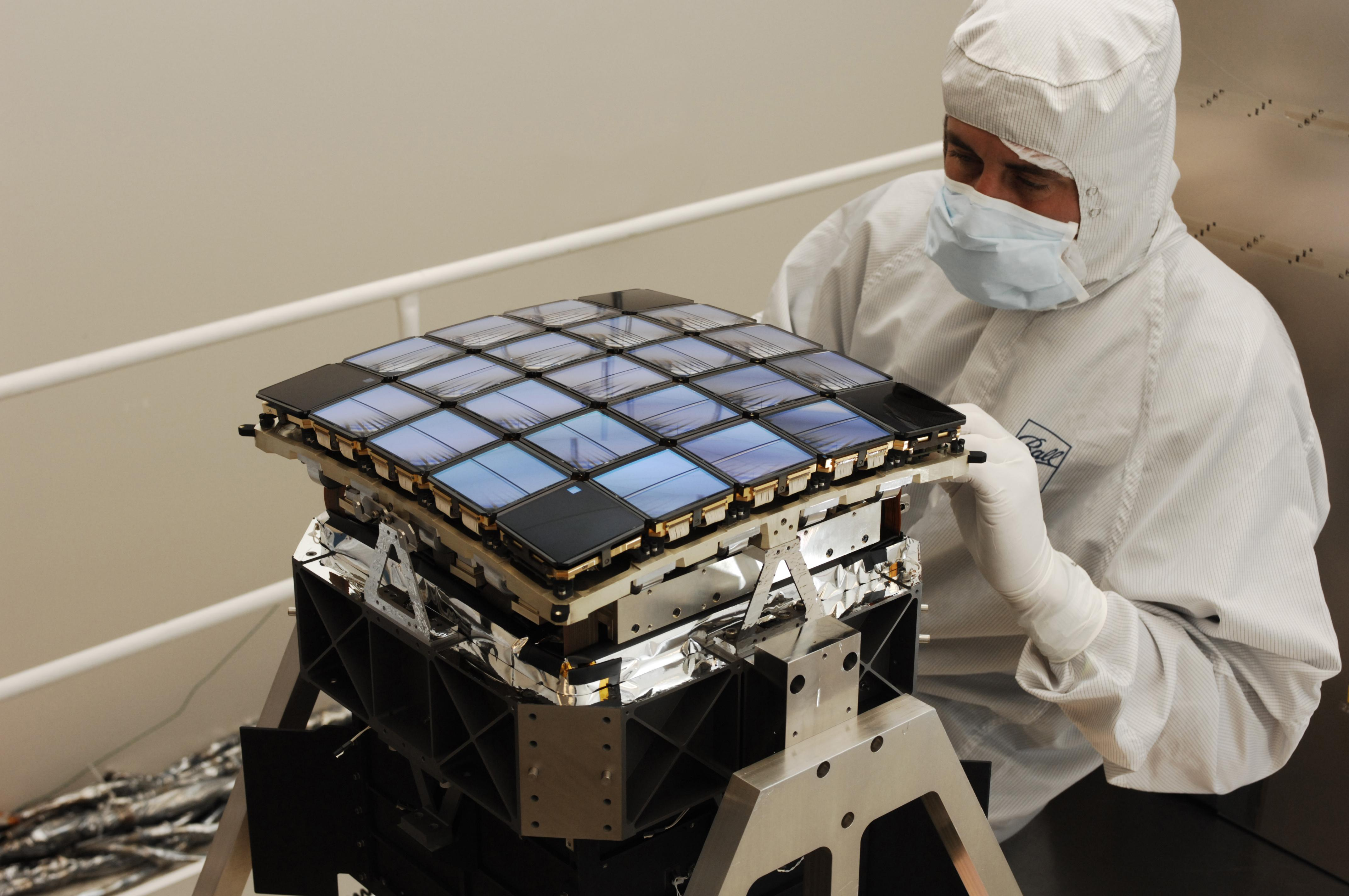
Matryca elementów CCD teleskopu Kepler

Teleskop, zbudowany w układzie Schmidta, ma aperturę 95 cm i pole widzenia ok. 12° (105° kwadratowych). Lustro główne i korektor aberracji wykonano z krzemionki topionej. Rejestrowane są fale elektromagnetyczne z zakresu od 430 do 890 nm.
Światło teleskopu zbierane jest przez matrycę 42 układów CCD, każdy o wymiarach 50×25 mm (2200×1024 pikseli), mającą łącznie 95 megapikseli. CCD odczytywane są co 3 sekundy, by zapobiec nasyceniu. Z uwagi na charakter pomiarów prowadzonych przez teleskop, nie wykonuje on zdjęć nieba. Ponadto:
- rejestrowane dane dotyczą tylko pikseli, które odnotowały światło gwiazd jaśniejszych od magnitudo 16,
- obraz jest celowo rozmyty do rozdzielczości kątowej 10 sekund łuku w celu poprawy pomiarów fotometrycznych.

Precyzja pomiaru jasności gwiazd typu słonecznego (G2V) przy 6,5-godzinnej ekspozycji ma wynosić 20 ppm. Dla porównania, tranzyt Ziemi obserwowany z dużej odległości powoduje trwającą 13 godzin (przy przejściu przez środek tarczy słonecznej) zmianę jasności Słońca o 84 ppm. 
Dane są integrowane w ciągu 30 minut i raz na miesiąc przekazywane na Ziemię (pojemność pamięci pozwala na zgromadzenie danych z okresu 2 miesięcy).
Sferyczne (promień kuli 2,8 m) lustro teleskopu wykonane zostało przez Corning Glass. Naniesienia warstwy odbijającej dokonała Surface Optics Corporation, a polerowania Brashear LP. Jego specjalna konstrukcja pozwoliła ograniczyć wagę lustra do 17% masy tradycyjnej konstrukcji.

## Przebieg misji

### 2009
- 7 marca – nastąpił start na przylądku Canaveral, rakieta: Delta II.

- 12 maja – ogłoszono, że kalibrowanie przyrządów pomiarowych teleskopu zakończyło się sukcesem i rozpoczęła się faza poszukiwania planet.

- 19 czerwca – przesłano na Ziemię wyniki pomiarów z pierwszego miesiąca, ogłoszono, że 15 czerwca Kepler wszedł w reset procesora (safe mode), jak się później okazało spowodowany prawdopodobnie zbyt niskim napięciem zasilania procesora RAD750.

- 3 lipca – okazało się, że Kepler 2 lipca doznał drugiego resetu procesora. Normalna operacja teleskopu została przywrócona następnego dnia włącznie z przesłaniem danych pomiarowych na Ziemię.

- 6 sierpnia – NASA podczas konferencji prasowej ogłosiła wyniki pomiarów przeprowadzonych w czasie wykonywania testów teleskopu, a mianowicie potwierdzenie istnienia poprzednio znanej planety HAT-P-7b. Ogłoszono, że Kepler pracuje wystarczająco dobrze, by wykrywać istnienie planet zbliżonych rozmiarami do Ziemi.

- 20 sierpnia, 18 września, 19 października – przesłano na Ziemię dane pomiarowe z kolejnych okresów pomiarowych.

- 4 listopada – ogłoszono listę 7500 gwiazd zmiennych, które są nieużyteczne w tych badaniach. Te gwiazdy zostaną zastąpione nowymi.

- 18 listopada – podczas przygotowywania do kolejnej transmisji danych na Ziemię doszło do kolejnego, trzeciego restartu (safe mode). Dane pomiarowe nie zostały zagrożone i następnego dnia zostały przesłane na Ziemię.

- 18 grudnia – przesłano na Ziemię około 110 GB danych pomiarowych z kolejnego okresu pomiarowego.

### 2010
- 4 stycznia – podczas zjazdu Amerykańskiego Towarzystwa Astronomicznego ogłoszono odkrycie 5 nowych planet, którym nadano numery katalogowe: Kepler-4b, Kepler-5b, Kepler-6b, Kepler-7b oraz Kepler-8b. Planety krążą wokół gwiazd większych niż Słońce. Ich rok gwiazdowy sięga od 3,2–4,9 dnia; promienie wynoszą od cztery razy większego od Ziemi dla Kepler 4b, do 1,48 promienia Jowisza; temperatura na powierzchni wynosi od 1200 ˚C do 1650 ˚C.

- 12 stycznia – zauważono anomalie w danych otrzymywanych z jednego modułu składającego się z dwóch matryc CCD, teleskop posiada 21 takich modułów. Usterka ta ogranicza pole widzenia teleskopu o niecałe 5%. Stwierdzono, że usterka ta nie ma wpływu na dane otrzymywane z pozostałego pola widzenia teleskopu.

- 2 lutego – doszło do kolejnego, czwartego już resetu teleskopu, dane pomiarowe nie zostały uszkodzone i zostały przesłane na Ziemię, a pełna sprawność teleskopu została przywrócona 5 lutego.

- 15 czerwca – NASA's Kepler Mission udostępniła dane obserwacyjne z 43 dni ponad 156 000 gwiazd tak, by astronomowie z całego świata mogli dokonywać obserwacji sprawdzających, czy obserwowane zmiany jasności kilkuset gwiazd rzeczywiście są spowodowane przez orbitujące wokół gwiazd planety[12].

- 26 sierpnia – ogłoszono odkrycie dwóch planet krążących wokół gwiazdy odległej od Ziemi o ok. 2300 lat świetlnych. Gwieździe tej nadano nazwę Kepler-9, a odkrytym planetom nazwy: Kepler-9b i Kepler-9c. Poinformowano również o możliwości istnienia trzeciej, mniejszej planety, co potwierdziły późniejsze obserwacje. Planeta ta otrzymała nazwę Kepler-9d. Jest to pierwszy system złożony z wielu planet odkrytych metodą tranzytu.

### 2011
- Styczeń – podczas zjazdu Amerykańskiego Towarzystwa Astronomicznego ogłoszono odkrycie planety Kepler-10b krążącej wokół gwiazdy Kepler-10 w gwiazdozbiorze Smoka, oddalonej o 560 lat świetlnych od Ziemi. Jest to najmniejsza do tej pory planeta odkryta metodą tranzytu, masa równa 4,5 masy Ziemi, promień 1,4 promienia Ziemi, temperatura 1833 K.

- 2 lutego – ogłoszenie odkrycia systemu planetarnego składającego się z sześciu planet. System ten znajduje się w odległości niemal dwa tysiące lat świetlnych od Ziemi. System Kepler-11 składa się z dużych planet okrążających swoją gwiazdę w małej odległości. Pięć pierwszych planet w tym układzie znajduje się bliżej swojej gwiazdy niż jakakolwiek planeta w naszym Układzie Słonecznym. Gwiazda Kepler-11 jest żółtym karłem.

- 5 grudnia – ogłoszono odkrycie Keplera-22b, to pierwsza z planet odkrytych przez Teleskop Keplera znajdująca się w tzw. ekosferze, czyli niewykluczone, że znajduje się na niej woda. Planeta ma średnicę 2,4 raza większą od Ziemi.

- 12 grudnia – doniesiono o odkryciu planety pozasłonecznej o rozmiarach Ziemi i innej mniejszej, obu w układzie Kepler-20. Po raz pierwszy zaobserwowano tak małe obiekty krążące wokół gwiazdy ciągu głównego[13] (innej niż Słońce).

### 2012
- 26 stycznia – ogłoszono odkrycie 11 kolejnych układów planetarnych, niemal podwajając liczbę potwierdzonych planet odkrytych przez sondę. W dziewięciu z tych układów występuje współmierność okresów obiegów planet (1:2 lub 2:3), prawdopodobnie rezonans orbitalny[14].

- listopad – zakończyła się misja podstawowa teleskopu i rozpoczęła misja przedłużona, która może potrwać ok. 4 lat.

- Do 31 grudnia 2012 r. misja miała na swoim koncie odkrycie 105 planet, 2321 kandydatów na planety i 2165 zaćmieniowych układów podwójnych gwiazd.

### 2013
- 12 maja – awaria drugiego z czterech kół reakcyjnych (pierwsze przestało działać w lipcu 2012). Ponieważ do utrzymywania orientacji sondy w przestrzeni niezbędne są trzy koła reakcyjne, uszkodzenie może oznaczać zakończenie zbierania danych[15][16].

- Do lipca teleskop potwierdził znalezienie 134. planet w 76. układach planetarnych[17].

- 15 sierpnia – zespół inżynierów NASA zakończył próby przywrócenia teleskopu do pełnej sprawności, przyznając że naprawa przynajmniej jednego z dwóch uszkodzonych kół reakcyjnych nie jest możliwa[18].

- 25 listopada – NASA ogłosiła koncepcję nowej misji teleskopu Keplera, nazwanej K2. Przewiduje ona obrócenie teleskopu i wykorzystanie jego symetrii i ciśnienia światła słonecznego do stabilizacji w trzeciej osi. Oznacza ona zmianę celu obserwacji i konieczność okresowego (co kilka miesięcy) obracania teleskopu w nowym kierunku[19].

### 2014
- 17 kwietnia - dzięki Teleskopowi Kosmicznemu Kepler zostaje odkryta pierwsza planeta pozasłoneczna typu ziemskiego o roboczej nazwie Kepler-186f. Istnienie tej planety stwierdzono za pomocą metody tranzytu dzięki danym z Teleskopu. W chwili odkrycia była to najbardziej przypominająca Ziemię planeta krążąca w ekosferze gwiazdy[20].

### 2015
- 23 lipca przesiewanie danych zebranych w podstawowej misji zaowocowało siódmym katalogiem odkryć. Zawiera 521 nowych kandydatek na planety i 17 potwierdzeń. Liczba potwierdzonych planet, odkrytych przez teleskop wzrosła tym samym do 1030[21].
- 24 lipca NASA powiadomiła o odkryciu planety pozasłonecznej Kepler-452b, która jest planetą skalistą typu ziemskiego wielkości nieznacznie przekraczającej naszą planetę, a orbitującą w ekosferze gwiazdy podobnej do Słońca[22][23]. Obecnie jest najbardziej podobną do Ziemi ze wszystkich znanych planet, detronizując poprzednią rekordzistkę Kepler-186f[21].

- 11 września grupa naukowców z Cornell University opublikowała nietypowe wnioski z badań wahań jasności gwiazdy KIC 8462852 (której dziwne zachowanie odkryto już w 2011 roku[24][25]), z danych zebranych przez Kosmiczny Teleskop Keplera, które sugerowały nieokresowe, sięgające 20% spadki jasności. Jako prawdopodobne wyjaśnienie takich wyników podali możliwość okrążania gwiazdy przez zbity obłok pyłu – pozostałości po kometach[26]. Niektórzy posuwają się jeszcze dalej twierdząc, że może to być dowód na istnienie pozaziemskiej cywilizacji typu II w Skali Kardaszewa - rój wytworzonych sztucznie instalacji do pozyskiwania energii gwiazdy[24][27][28].

### 2016
- 10 maja poinformowano o potwierdzeniu istnienia 1284 planet dzięki nowej metodzie weryfikacji, podwajając liczbę planet odkrytych przez misję Kepler[5].

### 2018
- 30 października, po wyczerpaniu całego zapasu paliwa, misja teleskopu została zakończona. Teleskop został uśpiony i będzie się poruszał po orbicie wokółsłonecznej[4].